# Paulinus von Leeds
Paulinus von Leeds war gewählter Bischof von Carlisle.
Er wurde 1186 auf Wunsch von König Heinrich II. gewählt, lehnte dieses Amt allerdings ab.